# Girls Never Die
Girls Never Die是韓國女子團體tripleS的單曲，於2024年5月8日由Modhaus發行。這首歌的音樂風格，被描述為基於嘻哈節奏的未來貝斯風格，具有沉重的貝斯聲和夢幻的歌聲及饒舌。收錄於首張錄音室專輯ASSEMBLE24。中文版在2024年草莓音樂節發布，由成員周心語、山田楓、嘉味元琴音、川上凜演唱。2025年4月11日發布日語版。

## 編曲
《Girls Never Die》由Jaden Jeong與El Capitxn、Vendors共同創作和作曲，Maria Marucs也參與了作曲和編曲。這首歌被描述為一首具有「以搖滾吉他為特徵的快節奏浩室節拍」的舞曲，歌詞講述「即使面對困難，只要我們不怕挑戰自己，以健康和大膽的能量，就能達成任何目標」。這首歌以B小調創作，節奏為每分鐘95拍。

## 歌詞分配
在這首歌中，多賢分配時間最高，達到21.47秒，其次是知禹和秀珉，分別為6.26秒和4.71秒，周彬則是3.14秒。另外有11位成員的分配時間不到3秒，8位成員的分配時間不到2秒。而采湲的分配時間最少，僅為0.94秒。

## 商業表現
《Girls Never Die》在2022年6月19日至25日當週的韓國Circle数字榜上首次亮相，排名第78。

## 獎項
在韓國音樂節目中，《Girls Never Die》在5月14日的《THE SHOW》節目中獲得了第一名。

## 榜單
| 類型   | 榜單         | 峰值 |
| ------ | ------------ | ---- |
| 周榜單 | 南韓(Circle) | 27   |
| 月榜單 | 南韓(Circle) | 75   |

## 發行歷史
| 地區 | 日期        | 格式                             | 唱片公司            |
| ---- | ----------- | -------------------------------- | ------------------- |
| 南韓 | May 8, 2024 | 數位下載 串流媒體 promotional CD | Modhaus The Orchard |
| 全球 | May 8, 2024 | 數位下載 串流媒體 promotional CD | Modhaus The Orchard |